# Paul Eduard Liesegang

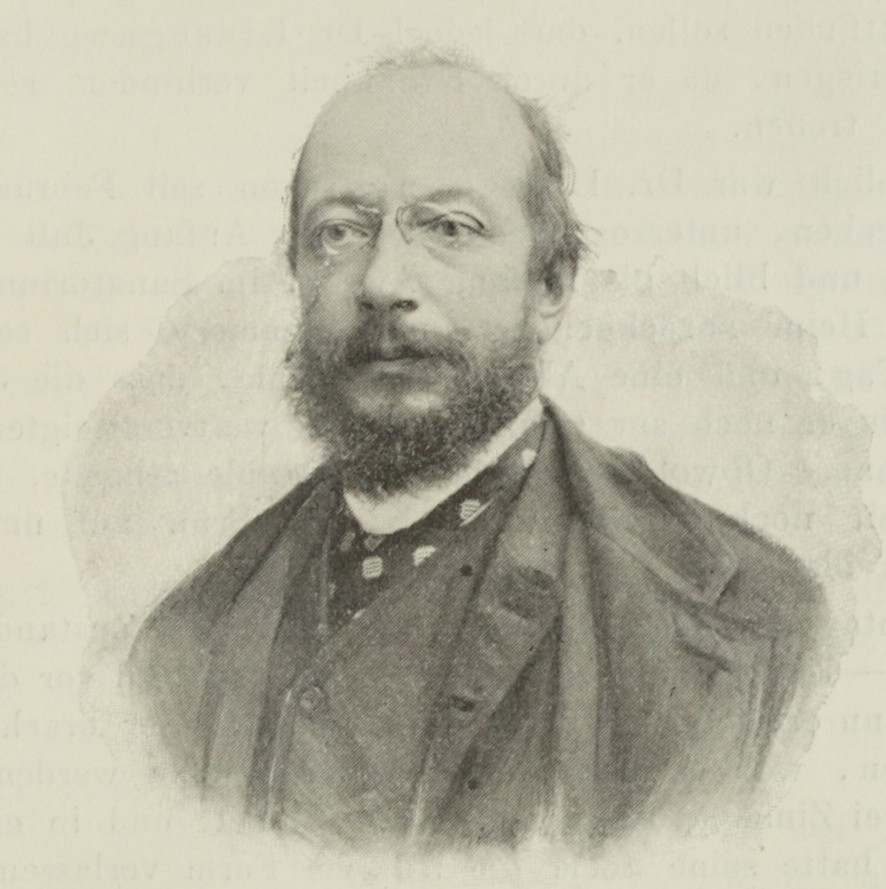
Paul Eduard Liesegang

Johann Paul Eduard Liesegang (auch J. P. Eduard Liesegang; * 26. Juni 1838 in Elberfeld; † 6. September 1896) war ein deutscher Chemiker und Verleger von Zeitschriften zur Fotografie. 

## Leben
Ab 1843 besuchte Paul Eduard Liesegang das Gymnasium in Elberfeld. Anschließend studierte er in Berlin, Gießen und Jena Naturwissenschaften mit Schwerpunkt Chemie. 1859 wurde er promoviert. Liesegang war ein Schüler von Julius Schnauß.
Schon als Jugendlicher half er in einem Fotoatelier aus, das ein Fotograf im Garten seiner Eltern errichtet hatte. In der Folge gab Liesegang schon mit 16 Jahren eine Anleitung zum Fotografieren heraus.
Nach Abschluss des Studiums gründete Liesegang in Elberfeld eine Albuminpapierfabrik und eine Fabrik für Fotoapparate, 1873 verlegte er beide Betriebe nach Düsseldorf. Liesegang führte als Erster in Deutschland den Chlorsilbercollodiumprozess in Deutschland ein. 
1860 begründete er die Zeitschrift „Photographisches Archiv“, später kamen die Zeitschriften „Moniteur de la Photographie“, „Amateur-Photograph“, „Laterna magica“ und „L’Archivio Fotografico“ hinzu.

## Veröffentlichungen (Auswahl)
- Handbuch der Photographie aus Collodion. 2. Aufl. Berlin 1860.
- Der photographische Kohle-Druck: Swan's Tuschverfahren; ein neues einfaches Verfahren, Photographien in Kohle oder haltbaren Pigmenten darzustellen. 2., durchges. Aufl. Grieben, Berlin 1868.
- A manual of the carbon process of permanent photography and its use in making enlargements, &c. S. Low, Marston, Searle, and Rivington, London 1878 (Digitalisat).
- Ueber die Erlangung brillanter Negative und schöner Abdrücke mit besonderer Beziehung auf Liesegang's Collodion und Albuminpapiere : mit 130 Berichten über deren Wirkung und Vorzüge. 3. Auflage, Selbstverlag, Düsseldorf ca. 1880.
- Die Projectionskunst für Schulen, Familien & öffentliche Vorstellungen : nebst einer Anleitung zum Malen auf Glas und Beschreibung optischer, magnetischer, chemischer und electrischer Versuche. Selbstverlag, Düsseldorf 1882.
- Die Bromsilber-Gelatine: Ihre Bereitung und Anwendung zu photographischen Aufnahmen, zu Abdrücken und zu Vergrösserungen. 3. Aufl., Düsseldorf 1883 (Liesegang's Bibliothek für Photographen; 28).
- Der Kohle-Druck und dessen Anwendung beim Vergrösserungs-Verfahren, 7. Aufl. Verlag des Photographischen Archivs, Düsseldorf ca. 1883 (Liesegang's Bibliothek für Photographen; 12)
- Der Silber-Druck und das Vergrössern photographischer Aufnahmen. 8. Aufl., Selbstverlag, Düsseldorf 1884.
- Le procédé au charbon : Système d'impression inaltérable. 4. Aufl. Selbstverlag Düsseldorf 1886.
- Sciopticon: Einführung in die Projectionskunst. Selbstverlag, Düsseldorf 1896.